# Trimmers
Trimmers is een kunstwerk in Amsterdam Nieuw-West.
Het kunstwerk van Martie van der Loo, waarvan het in eerste instantie de bedoeling was dat het tijdelijk te zien zou zijn, bevindt zich op de buitenkant van de leuningen van Brug 678, die de President Allendelaan in het Sloterpark overspant. Over de brug loopt een trimroute. De taluds van de brug zijn daarbij vrij stijl uitgevoerd. Het origineel dateert uit rond 1983, maar destijds werd in het park vrij veel vandalisme gepleegd. De kunstwerken bestaande uit enkele personen en honden waren daartegen niet bestand; armen en benen werden nogal eens afgebroken. Dit leverde gevaarlijke situaties op, het kunstwerk werd daarom op last van DIVV (Dienst Infrastructuur Verkeer en Vervoer) verwijderd met de bedoeling het te restaureren. Door een misverstand werden de beeldjes vernietigd en er werd aan de kunstenares gevraagd om een nieuwe serie te maken. Zij kwam toen met vijfentwintig stalen trimmers waarvan het uiterlijk was aangepast aan de “moderne trimmer”, verdeeld over vijf types, die keer op keer zijn aangepast op shirt, broek, sokken/kousen en schoenen. De twee honden op de brug zijn Chet van Van der Loo (vernoemd naar Chet Baker) en Pacha, een bevriende hond. De hond was geliefd bij rovers, ze moest al vaker vernieuwd worden dan de andere trimmers. De kunstenares koos voor zwart haar, omdat dat het beste effect gaf.